# Comuna Hîbalivka, Șarhorod
Hîbalivka (în ucraineană Гибалівка) este o comună în raionul Șarhorod, regiunea Vinnița, Ucraina, formată din satele Borivske, Dereveankî, Hîbalivka (reședința), Kropîvnea, Rolea și Surohatka.

## Demografie
Componența lingvistică a satului Hîbalivka
     Ucraineană (99,38%)
     Alte limbi (0,59%)
Conform recensământului din 2001, majoritatea populației satului Hîbalivka era vorbitoare de ucraineană (99,38%), existând în minoritate și vorbitori de alte limbi.